# Noteriades pulchripes
Noteriades pulchripes là một loài Hymenoptera trong họ Megachilidae. Loài này được Cameron mô tả khoa học năm 1897.